# Miniatura (rosa)

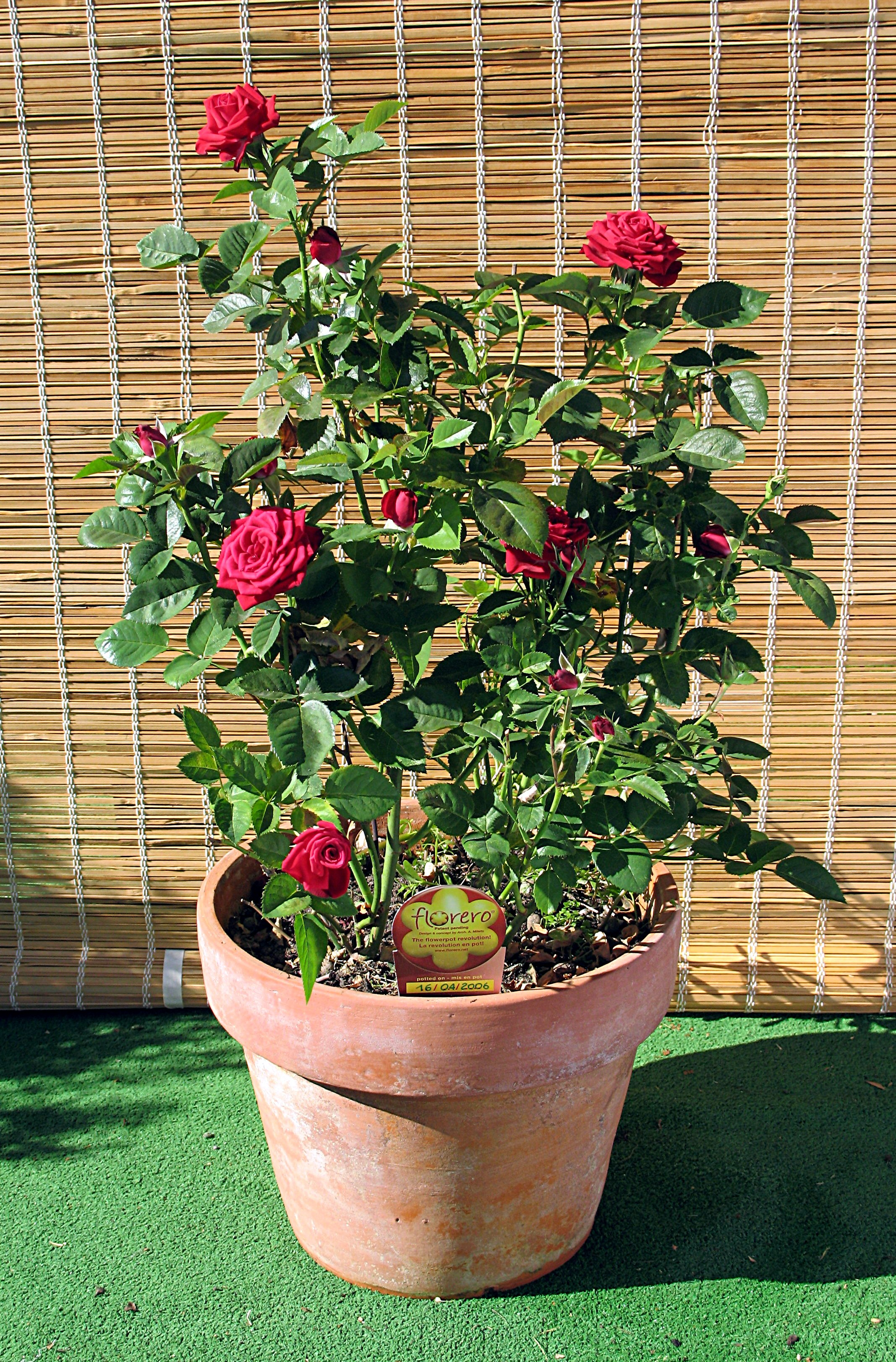
'Meillandine' (una rosa miniatura) en una maceta de terracota.

El rosal miniatura o rosal enano, comúnmente conocido como rosa pitiminí, es una mutación de enanismo de algunas rosas antiguas, y un grupo de híbridos de rosas modernas de jardín.

## Historia
En la Europa del siglo XVII ya se conocían algunas mutaciones de rosas enanas de las antiguas rosas de jardín Gallicas y Centifolias, aunque estos fueran de una sola floración al igual que sus formas parentales más grandes.
Las formas en miniatura de las rosas de China de rosas con flor remontante tienen también variedades miniaturas que se cultivaron y se han criado en China, y se representan en el arte chino del siglo XVIII. 
Las modernas rosas en miniatura se derivan en gran parte de este tipo de rosas en miniatura de China, especialmente el cultivar 'Roulettii', un descubrimiento casual que se encuentra en una maceta en Suiza.

## Características
Las rosas miniatura son representados por pequeños arbustos de flor la mayoría con remontancia que tienen un rango de altura que va de 15 cm a 65 cm de altura, la mayor parte entre 30 cm y 60 cm. 
Sus floraciones vienen en todos los colores de híbrido de té; muchas variedades también emulan la clásica alta de híbrido de té en forma de su flor centrada. 
Las rosas miniatura son a menudo comercializadas y vendidas por la industria floral como plantas de interior, pero es importante recordar que estas plantas son descendientes principalmente de arbustos al aire libre nativas a las regiones templadas, por lo que la mayor parte de las variedades de rosa miniatura requieren un período anual de latencia fría para sobrevivir. (Ejemplos: 'Petite de Hollande' (Miniatura Centifolia, de una sola floración), 'Cupcake' (Miniatura moderna, Remontancia)

## Cultivo
En plantas cultivadas en el terreno: 
Aunque las plantas están generalmente libres de enfermedades, es posible que sufran de punto negro en climas más húmedos o en situaciones donde la circulación de aire es limitada. 
Se desarrollan mejor a pleno sol. En América del Norte son capaces de ser cultivadas en USDA Hardiness Zones 5b a 10b.
En la poda de Primavera es conveniente retirar las cañas viejas y madera muerta o enferma y recortar cañas que se cruzan. En climas más cálidos, recortar las cañas que quedan en alrededor de un tercio. En las zonas más frías, probablemente hay que podar un poco más que eso. Requiere protección contra la congelación de las heladas invernales.
En plantas en maceta:
- Humedad, en los rosales de interior en macetas es muy importante una alta humedad del aire.
- Riego, debe ser abundante, dejando que el sustrato de la maceta se seque ligeramente entre 2 riegos.
- Abono, al regar es bueno añadir un poco de fertilizante líquido al agua.
- Poda, la poda en estos casos consiste en reducir su altura aproximadamente a la mitad. Es preciso que ir cortando las rosas marchitas lo que ayuda a conseguir mejores floraciones posteriores.

## Algunos ejemplares
Algunas variedades y obtenciones de rosas miniatura conseguidas por distintos obtentores.

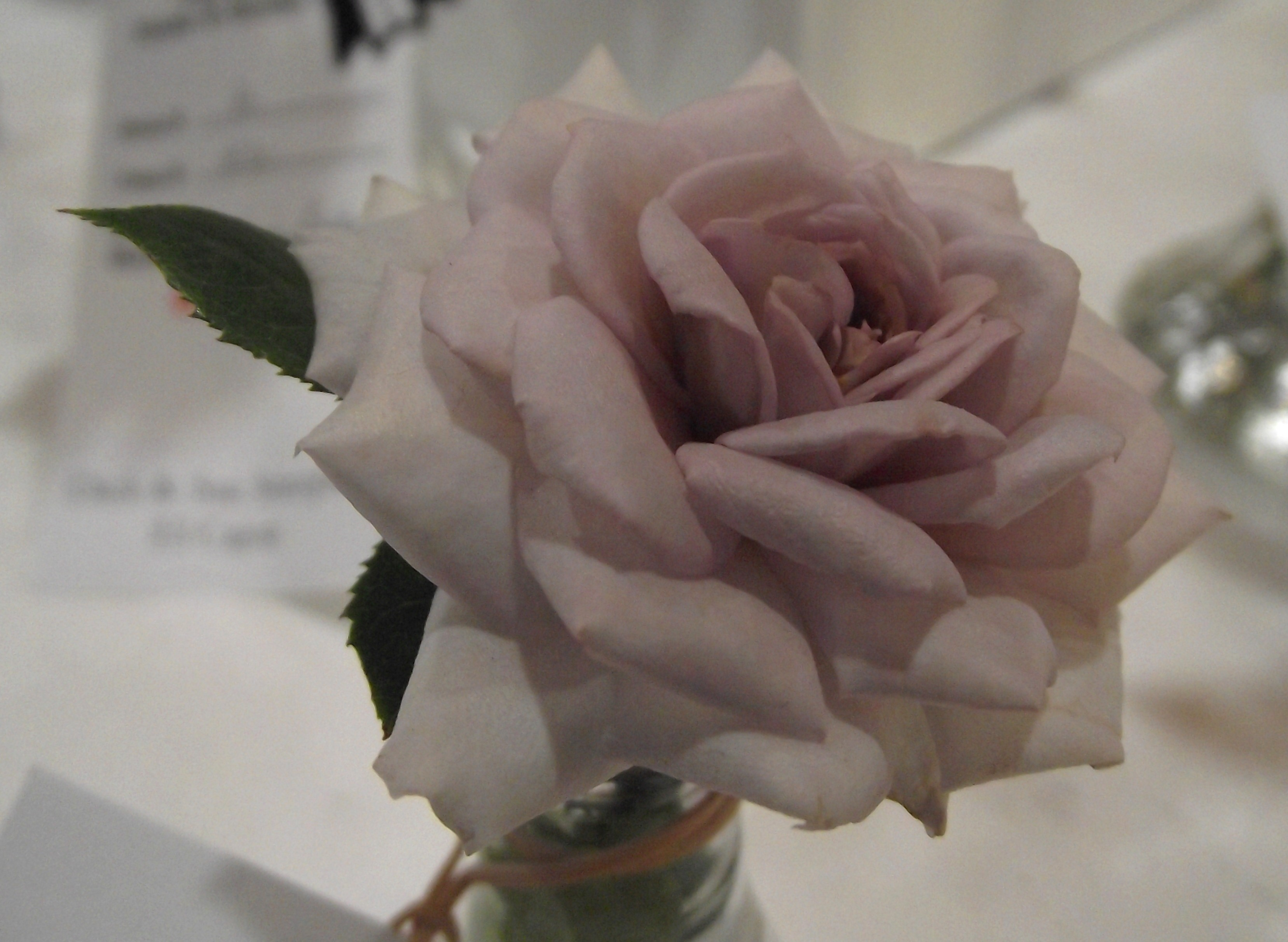
'Café Olé', Moore 1990.
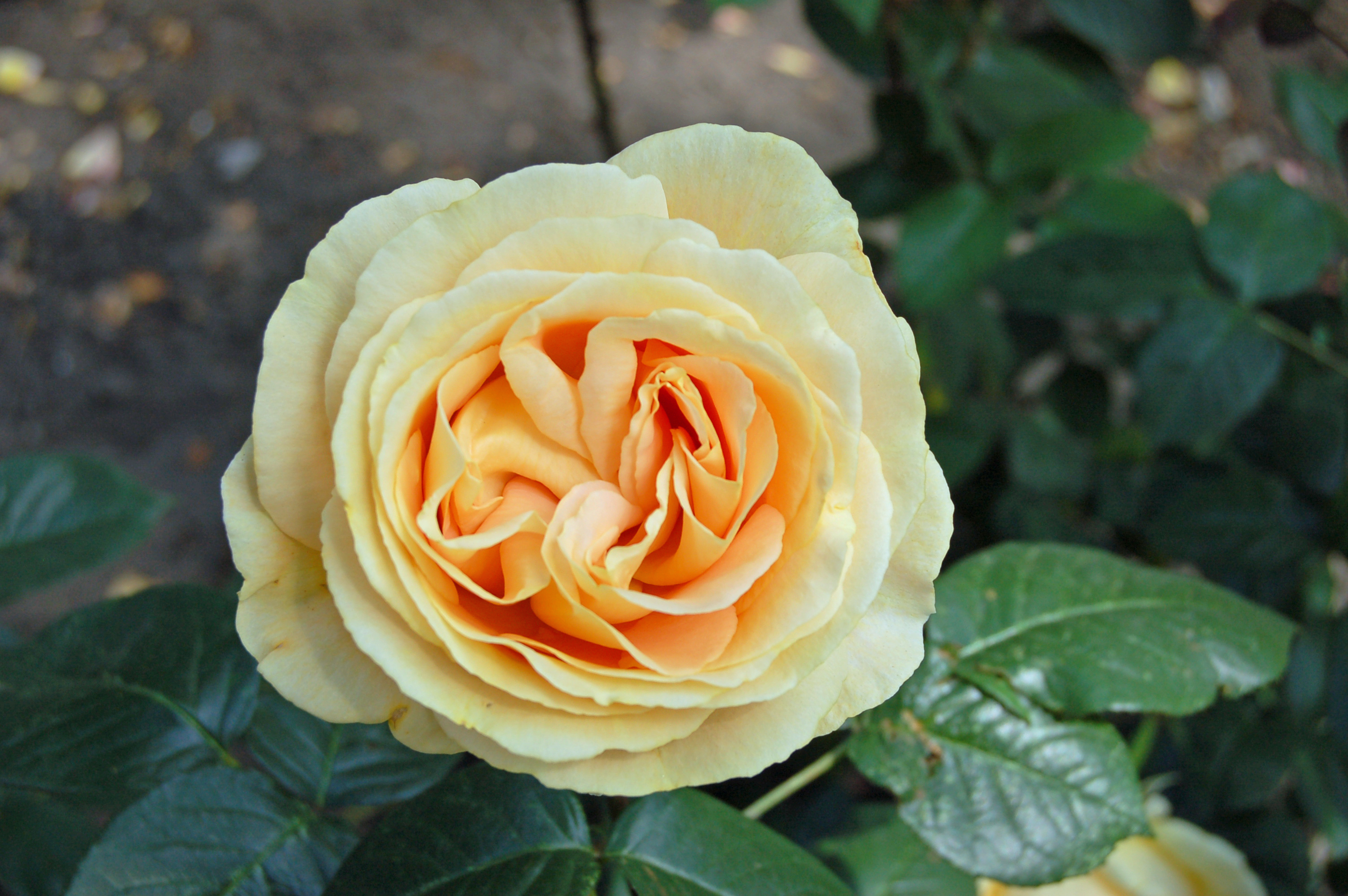
'Candle Light', Tantau 2001.
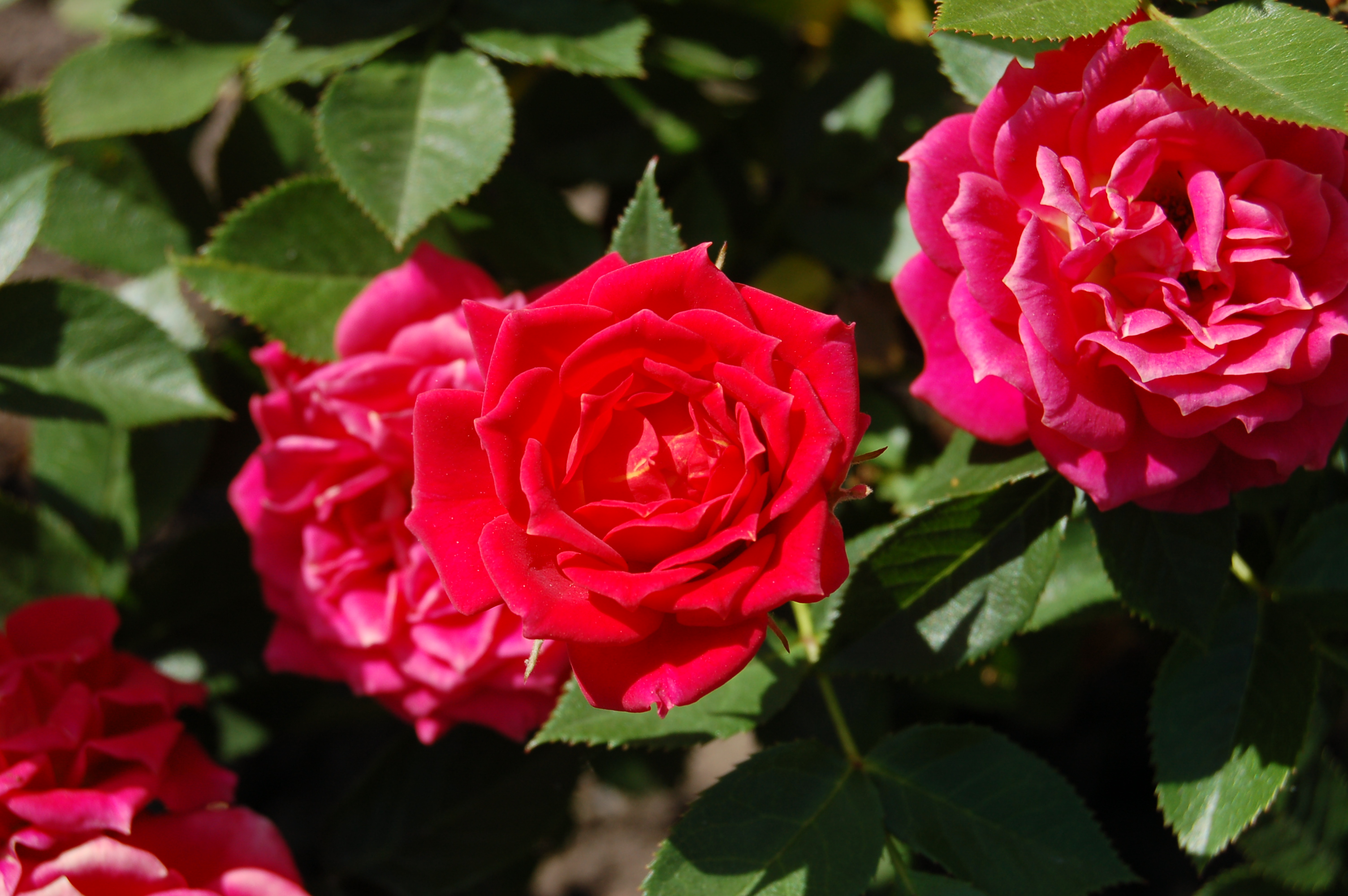
'Chilly Clementine', Tantau 2004.
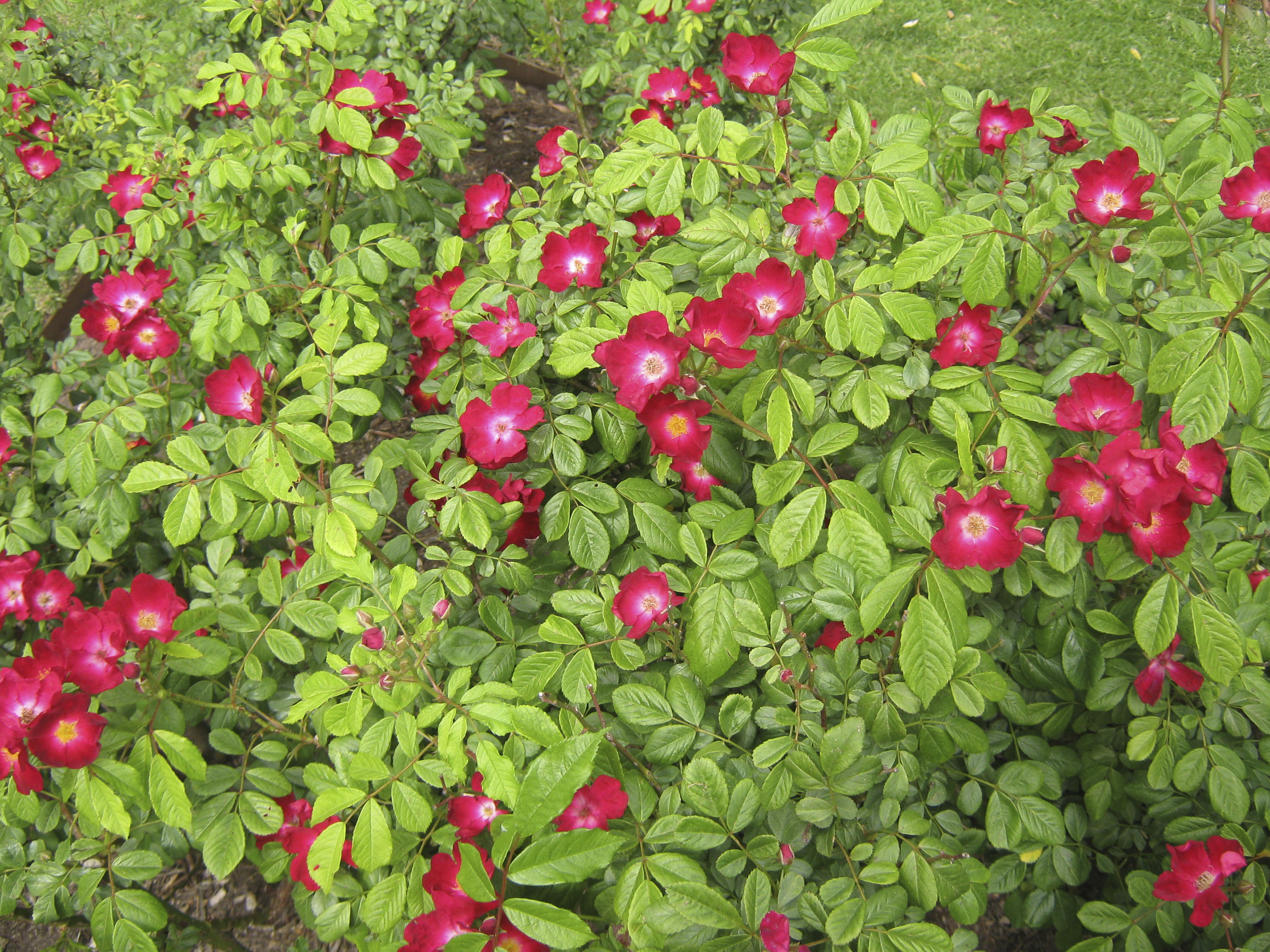
'Claret Cup', Riethmuller 1962.
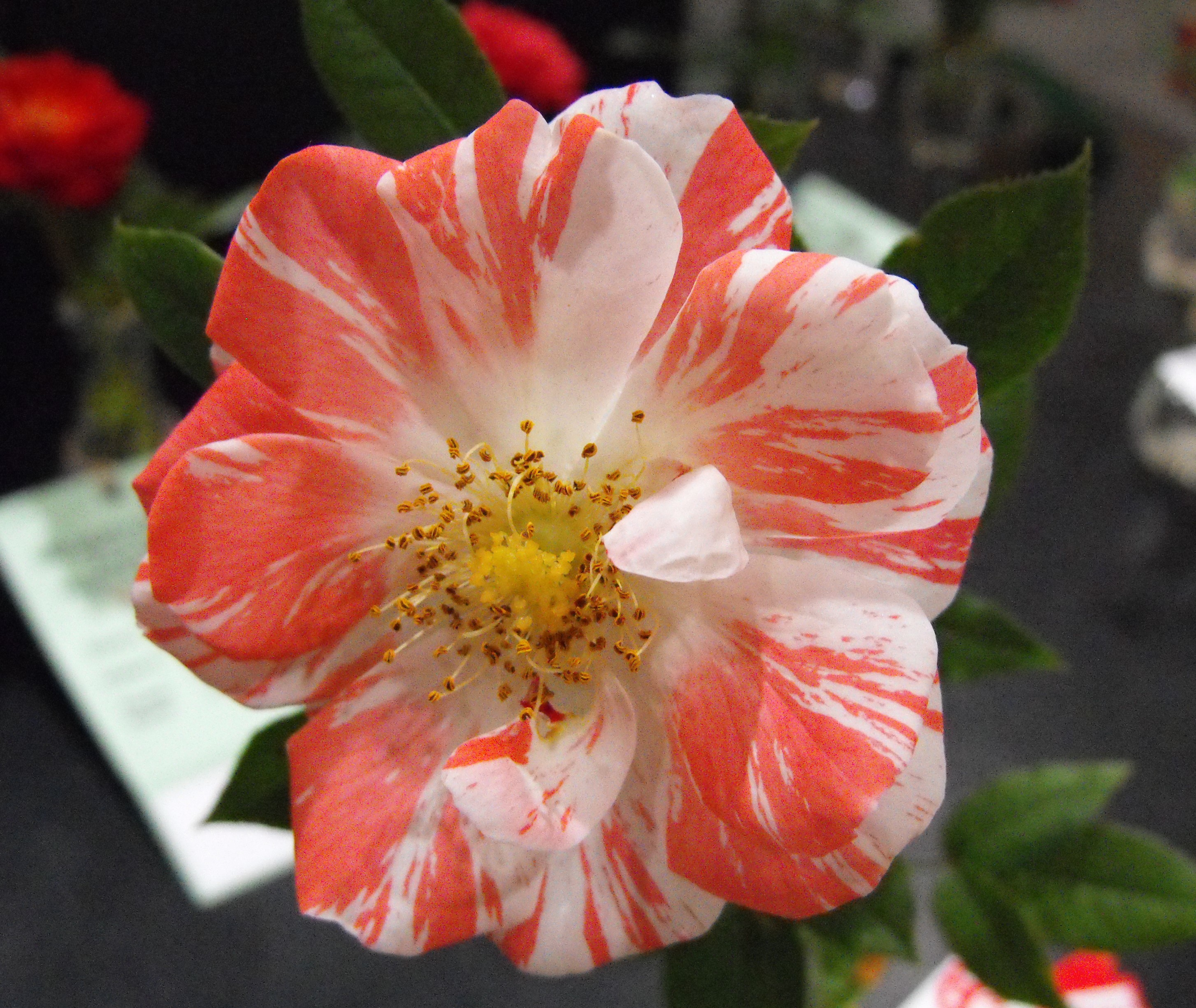
'Life Lines', Sproul 2004.
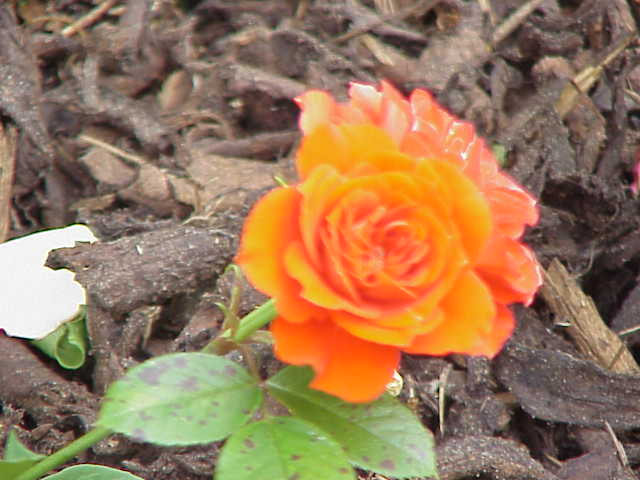
'Orange Meillandina', Meilland 1980.
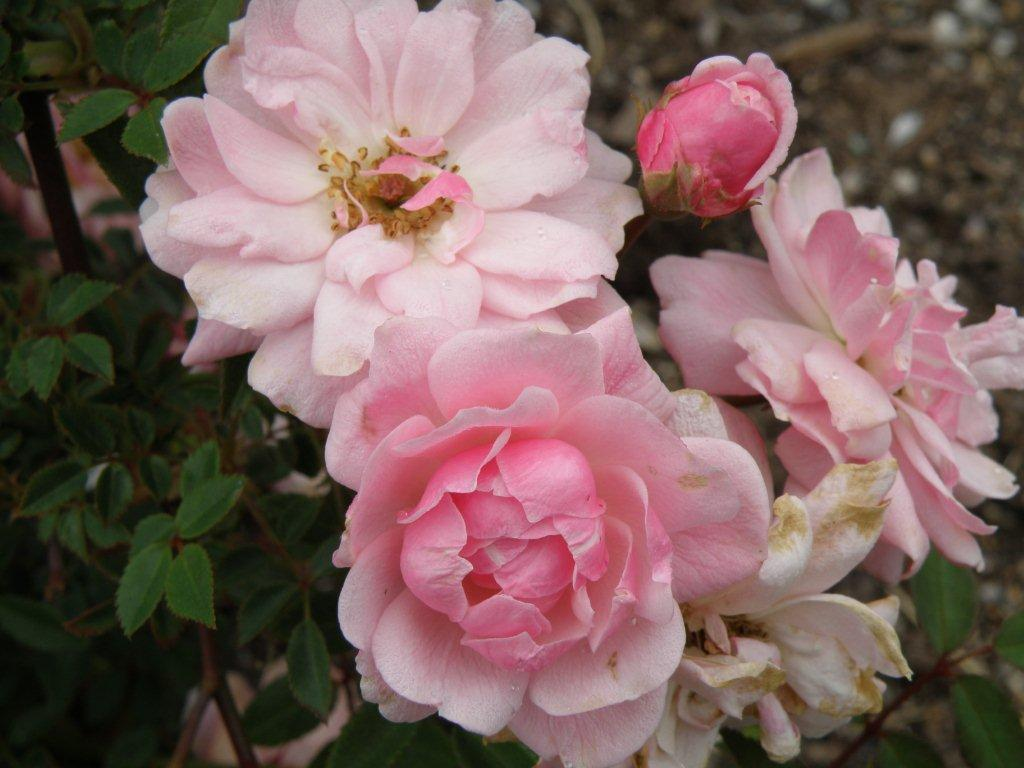
'Perla de Montserrat', Dot 1945.
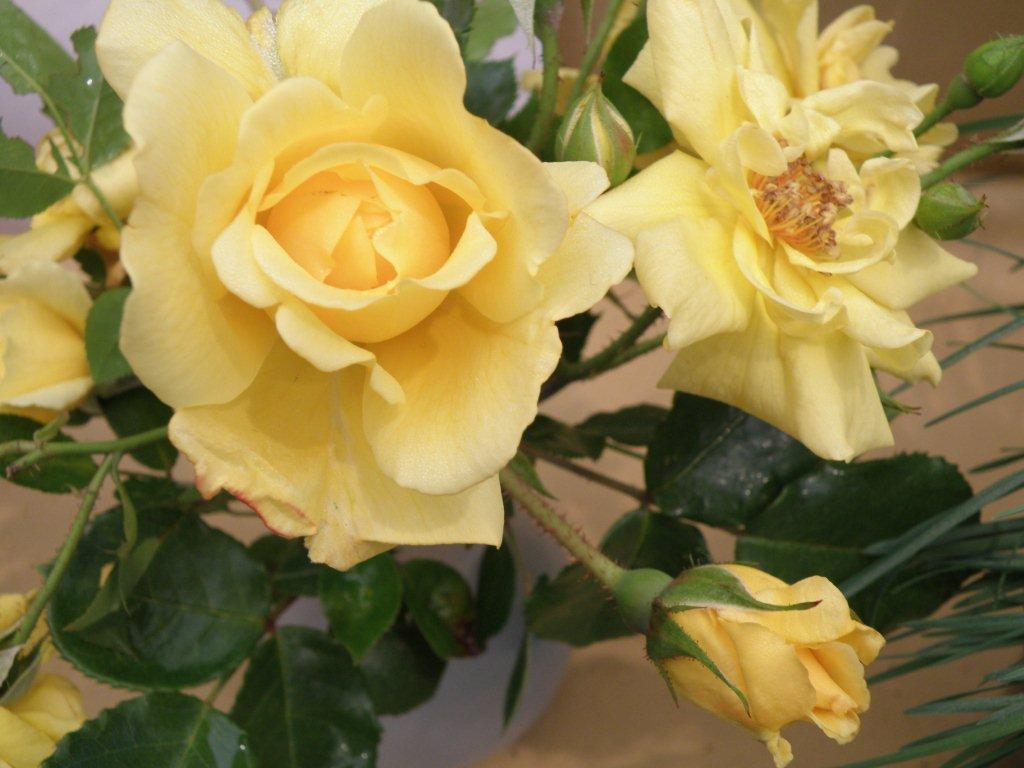
'Rosina', Dot 1951.